# Pentamidin
Pentamidin (Handelsname Pentacarinat) ist ein Antiprotozoenmittel, welches in der Behandlung der Leishmaniose, ferner des Frühstadiums der Westafrikanischen Trypanosomiasis (Schlafkrankheit) sowie bei Infektionen mit Pneumocystis jirovecii indiziert ist.
Pentamidin hat eine Reihe von teils erheblichen Nebenwirkungen. Sehr häufig (> 10 %) sind Störungen des Glukosestoffwechsels mit akuter Hypoglykämie, die zu Diabetes mellitus führen können, ferner Hyperkaliämie, Nierenfunktionsstörungen, gastrointestinale Störungen, Hautausschläge sowie Schmerzen an der Injektionsstelle. Häufig ist unter anderem eine unter Umständen lebensbedrohliche Hypotonie. Selten, aber ebenfalls potentiell lebensbedrohlich ist ein Long-QT-Syndrom.
Pentamidin wird üblicherweise als Isethionat eingesetzt. Während es bei Leishmaniose und Schlafkrankheit vorwiegend parenteral angewendet wird, ist bei der Behandlung von Pneumocystis-Infektionen bei AIDS-Patienten auch eine Inhalation gebräuchlich; bei diesem Anwendungsweg sollen die Nebenwirkungen weniger ausgeprägt sein.

## Geschichte
Pentamidin ist Ende der 1930er Jahre in Großbritannien als Mittel gegen die Schlafkrankheit entwickelt worden.
Im Juni 1981 erregte die verstärkte Nachfrage nach Pentamidin in Los Angeles und New York Aufsehen beim amerikanischen Centers for Disease Control and Prevention, dessen Nachforschungen dann zur Benennung und Erforschung des HI-Virus und der damit verbundenen Krankheit AIDS führte.